# Lijst van voetbalinterlands Spanje - Wit-Rusland
Deze lijst van voetbalinterlands is een overzicht van alle officiële voetbalwedstrijden tussen de nationale teams van Spanje en Wit-Rusland. De landen hebben tot op heden vier keer tegen elkaar gespeeld. De eerste wedstrijd, een kwalificatiewedstrijd voor het Wereldkampioenschap voetbal 2014, was op 12 oktober 2012 in Minsk. Het laatste duel, een kwalificatiewedstrijd voor het Europees kampioenschap voetbal 2016, vond plaats in Borisov op 14 juni 2015.

## Wedstrijden
| № | Plaats            | Datum            | Competitie           | Wedstrijd            | Uitslag |
| - | ----------------- | ---------------- | -------------------- | -------------------- | ------- |
| 1 | Minsk             | 12 oktober 2012  | WK 2014 kwalificatie | Wit-Rusland − Spanje | 0 − 4   |
| 2 | Palma de Mallorca | 11 oktober 2013  | WK 2014 kwalificatie | Spanje − Wit-Rusland | 2 − 1   |
| 3 | Huelva            | 15 november 2014 | EK 2016 kwalificatie | Spanje − Wit-Rusland | 3 − 0   |
| 4 | Borisov           | 14 juni 2015     | EK 2016 kwalificatie | Wit-Rusland − Spanje | 0 − 1   |

## Samenvatting
| Competitie      | Totaal gespeeld | Winst Spanje | Gelijk | Winst Wit-Rusland | Doelsaldo Spanje – Wit-Rusland |
| --------------- | --------------- | ------------ | ------ | ----------------- | ------------------------------ |
| WK-kwalificatie | 2               | 2            | 0      | 0                 | 6 – 1                          |
| EK-kwalificatie | 2               | 2            | 0      | 0                 | 4 – 0                          |
| Totaal          | 4               | 4            | 0      | 0                 | 10 – 1                         |

## Details

### Derde ontmoeting
| EK 2016 kwalificatie (scheidsrechter Kenn Hansen, Huelva, 15 november 2014): |              | |
| Spanje | 3 – 0        | Wit-Rusland |
| Isco 18' Sergio Busquets 19' Pedro Rodríguez Ledesma 55' | goals        | |
| Vicente del Bosque | bondscoach   | Alexander Chatskevitsj |
| Iker Casillas Sergio Ramos Juanfran Gerard Piqué Jordi Alba Sergio Busquets 46' Isco 80' Koke Pedro Rodríguez Ledesma Paco Alcácer Santi Cazorla 69' | opstellingen | Joeri Zhavnov Syarhey Palitsevich Matsveychyk Matveichyk 31' Aljaksandr Martynovitsj Alyaksey Yanushkevich Sjarhej Balanovitsj 80' Syarhey Kryvets Pavel Nyakhaychyk Tsimafej Kalatsjov Stanislav Drahoen 67' Sergej Kornilenko |
| Bruno Soriano 46' José Callejón 69' Álvaro Morata 80' | wissels      | 31' Maksim Bardatsjov 67' Mikalay Signevich 80' Sjarhej Kisljak |
| Sergio Busquets 26' | gele kaarten | 45+2' Sjarhej Balanovitsj 45+2' Tsimafej Kalatsjov 90+2' Maksim Bardatsjov |
| - Debuut van Álvaro Morata (Juventus FC) en José Callejón (SSC Napoli) voor Spanje. - Debuut van Syarhey Palitsevich (Dynama Minsk), Matsveychyk Matveichyk (Sjachtar Salihorsk), Alyaksey Yanushkevich (Sjachtar Salihorsk) en Mikalay Signevich (BATE Borisov) voor Wit-Rusland. |              | |

### Vierde ontmoeting
| EK 2016 kwalificatie (scheidsrechter Robert Schörgenhofer, Borisov, 14 juni 2015): |              | |
| Wit-Rusland | 0 – 1        | Spanje |
| | goals        | 45' David Jiménez Silva |
| Alexander Chatskevitsj | bondscoach   | Vicente del Bosque |
| Andrej Harbunov Yahor Filipenka Maksim Bardatsjov Igor Sjitov Aljaksandr Martynovitsj Alyaksandr Hleb 89' Pavel Nyakhaychyk Sergej Kislyak 78' Ivan Maewski Maksim Valadzko 81' Sergej Kornilenko | opstellingen | Iker Casillas Sergio Ramos Juanfran Gerard Piqué Jordi Alba 75' Cesc Fàbregas 85' David Jiménez Silva Santi Cazorla Sergio Busquets 64' Pedro Rodríguez Ledesma Álvaro Morata |
| Stanislav Drahoen 78' Igor Stasevitsj 81' Anton Putsila 89' | wissels      | 64' Vitolo 75' Isco 85' Juan Bernat |
| Maksim Bardatsjov 7' Pavel Nyakhaychyk 21' | gele kaarten | 54' Álvaro Morata 59' Pedro Rodríguez Ledesma 85' David Jiménez Silva |

RFEF · A-internationals · Selecties · Bondscoaches · Spaans vrouwenelftal · Olympisch elftal · Spanje U21 · Spanje U20 · Spanje U19 · Spanje U18 · Spanje U17 · Spanje U16 · Vrouwen U17
1920 – 1929 ·
1930 – 1939 ·
1940 – 1949 ·
1950 – 1959 ·
1960 – 1969 ·
1970 – 1979 ·
1980 – 1989 ·
1990 – 1999 ·
2000 – 2009 ·
2010 – 2019 ·
2020 − 2029
EK's: 1964 · 
1980 · 
1984 · 
1988 · 
1996 · 
2000 · 
2004 · 
2008 · 
2012 · 
2016 · 
2020 · 
2024
WK's: 1934 · 
1950 · 
1962 · 
1966 · 
1978 · 
1982 · 
1986 · 
1990 · 
1994 · 
1998 · 
2002 · 
2006 · 
2010 · 
2014 · 
2018 · 
2022
OS: 1920 ·
1924 · 
1928 · 
1968 · 
1976 · 
1980 · 
1992 · 
1996 · 
2000 · 
2012 ·
2020
1920 · 
1921 · 
1922 · 
1923 · 
1924 · 
1925 · 
1926 · 
1927 · 
1928 · 
1929 · 
1930 · 
1931 · 
1932 · 
1933 · 
1934 · 
1935 · 
1936 · 
1937 · 1939 · 1940 · 
1941 · 
1942 · 
1943 · 1944 · 
1945 · 
1946 · 
1947 · 
1948 · 
1949 · 
1950 · 
1952 · 
1952 · 
1953 · 
1954 · 
1955 · 
1956 · 
1957 · 
1958 · 
1959 · 
1960 · 
1961 · 
1962 · 
1963 · 
1964 · 
1965 · 
1966 · 
1967 · 
1968 · 
1969 · 
1970 · 
1971 · 
1972 · 
1973 · 
1974 · 
1975 · 
1976 · 
1977 · 
1978 · 
1979 · 
1980 · 
1981 · 
1982 · 
1983 · 
1984 · 
1985 · 
1986 · 
1987 · 
1988 · 
1989 · 
1990 · 
1991 · 
1992 · 
1993 · 
1994 · 
1995 · 
1996 · 
1997 · 
1998 · 
1999 · 
2000 · 
2001 · 
2002 · 
2003 · 
2004 · 
2005 · 
2006 · 
2007 · 
2008 · 
2009 · 
2010 · 
2011 · 
2012 · 
2013 ·
2014 ·
2015 ·
2016 ·
2017 ·
2018 ·
2019 ·
2020 ·
2021 ·
2022
Albanië ·
Algerije ·
Andorra ·
Argentinië ·
Armenië ·
Australië ·
Azerbeidzjan ·
België ·
Bolivia ·
Bosnië en Herzegovina ·
Brazilië ·
Bulgarije ·
Canada ·
Chili ·
China ·
Colombia ·
Costa Rica ·
Cyprus ·
DDR ·
Denemarken ·
Duitsland ·
Ecuador ·
Egypte ·
El Salvador ·
Engeland ·
Estland ·
Equatoriaal-Guinea · 
Faeröer ·
Finland ·
Frankrijk ·
GOS ·
Georgië ·
Griekenland ·
Haïti ·
Honduras ·
Hongarije ·
Ierland ·
IJsland ·
Irak ·
Iran ·
Israël ·
Italië ·
Ivoorkust ·
Japan ·
Joegoslavië ·
Jordanië ·
Kosovo ·
Kroatië ·
Letland ·
Liechtenstein ·
Litouwen ·
Luxemburg ·
Malta ·
Marokko ·
Mexico ·
Nederland ·
Nieuw-Zeeland ·
Nigeria ·
Noord-Ierland ·
Noord-Macedonië ·
Noorwegen ·
Oekraïne ·
Oostenrijk ·
Panama ·
Paraguay ·
Peru ·
Polen ·
Portugal ·
Puerto Rico ·
Roemenië ·
Rusland ·
San Marino ·
Saoedi-Arabië ·
Schotland ·
Servië ·
Servië en Montenegro ·
Slovenië ·
Slowakije ·
Sovjet-Unie ·
Tahiti ·
Tsjechië ·
Tsjecho-Slowakije ·
Tunesië ·
Turkije ·
Uruguay ·
Venezuela ·
Verenigde Staten ·
Wales ·
Wit-Rusland ·
Zuid-Afrika ·
Zuid-Korea ·
Zweden ·
Zwitserland
Australië (2014) ·
Brazilië (2013) ·
Chili (2010) ·
Chili (2014) ·
Costa Rica (2022) ·
Duitsland (2008) ·
Duitsland (2022) ·
Engeland (1982) ·
Engeland (2024) ·
Frankrijk (1984) ·
Frankrijk (2006) ·
Frankrijk (2012) ·
Frankrijk (2021) ·
Griekenland (2008) ·
Honduras (2010) ·
Ierland (2012) ·
Iran (2018) ·
Italië (2008) ·
Italië (2012, 1) ·
Italië (2012, 2) ·
Italië (2016) ·
Italië (2021) ·
Japan (2022) ·
Kroatië (2012) ·
Kroatië (2021) ·
Marokko (2018) ·
Marokko (2022) ·
Nederland (2010) ·
Nederland (2014) ·
Oekraïne (2006) ·
Paraguay (2002) ·
Polen (2021) ·
Portugal (2012) ·
Portugal (2018) ·
Rusland (2008, 1) ·
Rusland (2008, 2) ·
Rusland (2018) ·
Saoedi-Arabië (2006) ·
Slovenië (2002) ·
Slowakije (2021) ·
Sovjet-Unie (1964) ·
Tsjechië (2016) ·
Tunesië (2006) ·
Turkije (2016) ·
West-Duitsland (1982) ·
Zuid-Afrika (2002) ·
Zweden (2008) ·
Zweden (2021) ·
Zwitserland (2010) ·
Zwitserland (2021)
BFF · A-internationals · Bondscoaches · Statistieken · Wit-Russisch vrouwenelftal · Olympisch elftal · W-Rusland U21 · W-Rusland U19 · W-Rusland U18 · W-Rusland U17 · W-Rusland U16
1990 – 1999 · 
2000 – 2009 · 
2010 – 2019 ·
2020 − 2029
1992 · 
1993 · 
1994 · 
1995 · 
1996 · 
1997 · 
1998 · 
1999 · 
2000 · 
2001 · 
2002 · 
2003 · 
2004 · 
2005 · 
2006 · 
2007 · 
2008 · 
2009 · 
2010 · 
2011 · 
2012 · 
2013 ·
2014 ·
2015 ·
2016 ·
2017 ·
2018 ·
2019 ·
2020 ·
2021 ·
2022 ·
2023
Albanië · 
Andorra · 
Argentinië · 
Armenië · 
Azerbeidzjan · 
Bahrein ·
België ·
Bosnië en Herzegovina · 
Bulgarije · 
Canada · 
Cyprus · 
Denemarken · 
Duitsland · 
Ecuador · 
Egypte · 
Engeland · 
Estland · 
Finland · 
Frankrijk · 
Gabon ·
Georgië · 
Griekenland · 
Hongarije · 
Honduras · 
Ierland ·
IJsland · 
India ·
Iran · 
Israël · 
Italië ·
Japan ·
Jordanië · 
Kazachstan ·
Kirgizië · 
Kosovo ·
Kroatië · 
Letland · 
Libië · 
Liechtenstein ·
Litouwen · 
Luxemburg · 
Malta · 
Mexico ·
Moldavië · 
Montenegro · 
Nederland · 
Nieuw-Zeeland ·
Noord-Ierland ·
Noord-Macedonië ·  
Noorwegen · 
Oekraïne · 
Oezbekistan · 
Oman · 
Oostenrijk · 
Peru · 
Polen · 
Roemenië · 
Rusland · 
San Marino · 
Saoedi-Arabië · 
Schotland · 
Slovenië · 
Slowakije · 
Spanje ·
Syrië ·
Tadzjikistan · 
Tsjechië · 
Tunesië · 
Turkije · 
Verenigde Arabische Emiraten · 
Wales · 
Zuid-Korea · 
Zweden · 
Zwitserland